# Agrilus albovariegatus
Agrilus albovariegatus é uma espécie de inseto do género Agrilus, família Buprestidae, ordem Coleoptera.
Foi descrita cientificamente por Hespenheide, 1990.